# ارکستر سمفونیک آکادمیک سن پترزبورگ

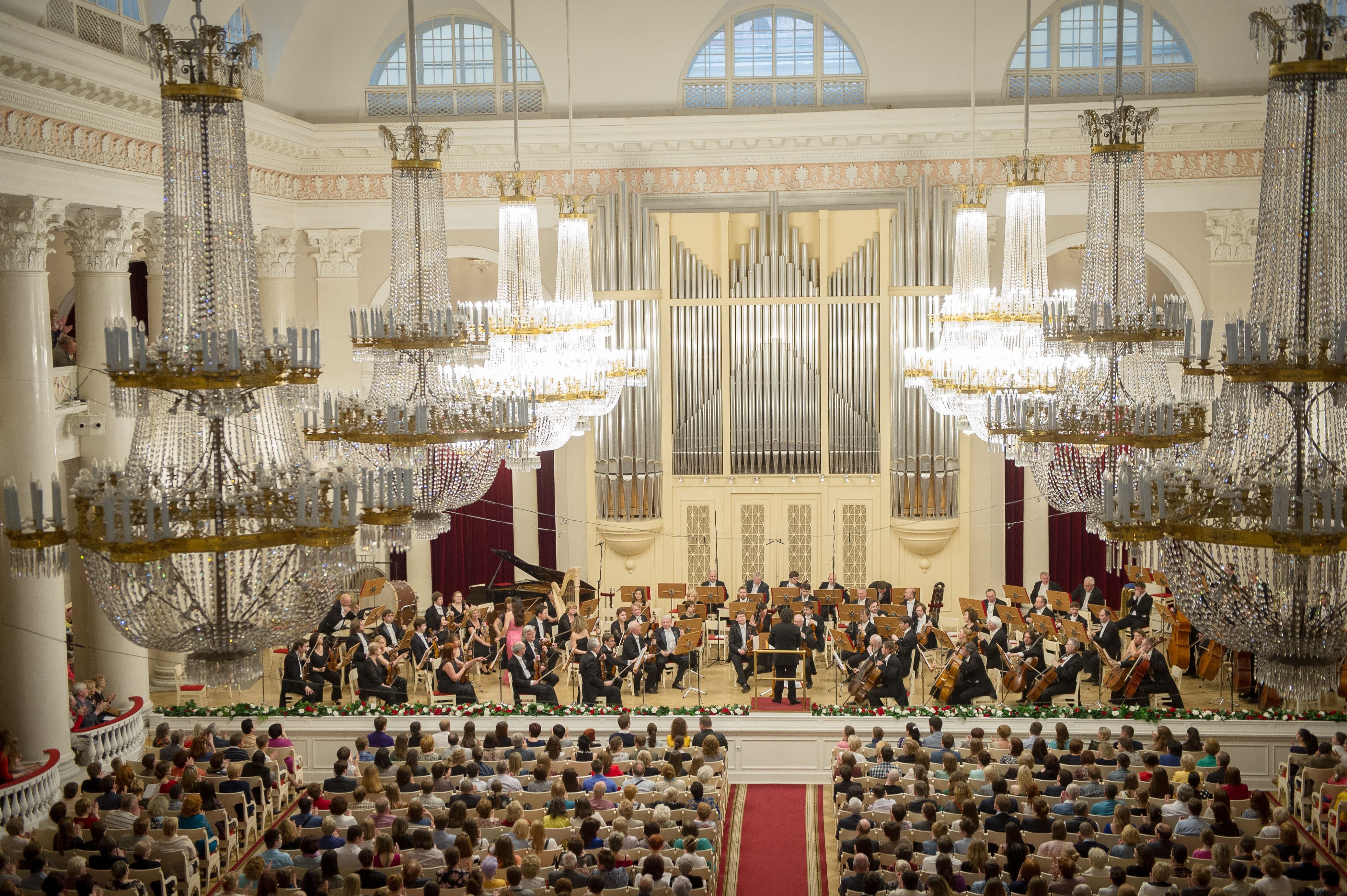
اجرای داریو ولونته و مارینا سیلوا در ارکستر سمفونیک علمی سن پترزبورگ

ارکستر سمفونیک آکادمیک سن پترزبورگ یا ارکستر سمفونیک علمی سن پترزبورگ (در روسی: Академический симфонический оркестр Санкт-Петербургской филармонии) در سال ۱۹۳۱ تأسیس شد و یکی از دو ارکستر سمفونی متعلق به انجمن موسیقی فیلارمونیا واقع در شهر سن پترزبورگ است. ارکستر دیگر این انجمن ارکستر معروففیلارمونیک سن پترزبورگ است که در قرن نوزدهم تأسیس شده‌است.
ارکستر سمفونیک آکادمیک سنت پترزبورگ در سال ۱۹۳۱ به عنوان ارکستر رادیو لنینگراد تشکیل شد و در سال ۱۹۵۳ تحت چتر انجمن فیلارمونیای سنت پترزبورگ درآمد.
کارل الیاسبرگ از سال ۱۹۴۲ تا ۱۹۷۷ رهبر ارکستر بود و پس از وی الکساندر دمتریف رهبری را بر عهده دارد.